# Muscolo pneumatico artificiale

Contrazione ed estensione di un muscolo pneumatico (tipo Mckibben).

Un muscolo pneumatico artificiale è un attuatore lineare contrattile che opera grazie alla pressione del fluido presente al suo interno.

## Funzionamento
Il funzionamento è associato ad una membrana flessibile chiusa che può contrarsi, collegata ad entrambe le estremità a dei fermi che vengono collegati al carico. Sovrapposta alla membrana elastica è posta una struttura intrecciata elicoidalmente, composta da fibre flessibili, teoricamente inestensibili, che contengono l'espansione della membrana interna mantenendo una geometria cilindrica costante che distribuisce la pressione interna in maniera più uniforme possibile e limita l'espansione radiale della membrana interna.
Quando la membrana viene gonfiata, essa si espande radialmente, e si contrae assialmente, esercitando così una forza di trazione sui fermi. Quando la membrana viene sgonfiata, riduce la sua sezione, e aumenta la sua lunghezza assiale, con un carico sostenibile via via minore.
La forza generata dalla contrazione è di tipo lineare e unidirezionale.
Il fluido che viene utilizzato per la generazione della forza può essere sia liquido sia gas, e può operare in sovrapressione o sottopressione. Questo è una conseguenza del fatto che il funzionamento dell'attuatore è dovuto alla differenza di pressione tra l'interno e l'esterno. Normalmente il funzionamento è in sovrapressione: è più semplice produrre e fornire, e poiché la pressione ambientale è di circa 100 kPa, può essere convogliata maggiore energia in sovrapressione che in sottopressione.

## Applicazioni
Un esempio di applicazione per i muscoli artificiali è la Shadow Dexterous Hand.